# داگلاس اسکات فالکونر
داگلاس اسکات فالکونر (انگلیسی: Douglas Scott Falconer؛ ۱۰ مارس ۱۹۱۳ – ۲۳ فوریهٔ ۲۰۰۴) یک دانشمند برجسته در زمینه ژنتیک کمی اهل بریتانیا بود.
شهرت او به واسطهٔ پژوهش‌ها و کارهای مهمی است که در زمینهٔ ژنتیک کمی انجام داد. کتاب مشهور او «مقدمه‌ای بر ژنتیک کمی» که در سال ۱۹۶۰ میلادی منتشر شد، برای سالیان متمادی، مرجع مهمی برای دانشمندان این رشته بود. آخرین نسخه از این کتاب در سال ۱۹۹۶ به‌چاپ رسید و ترودی مک‌کی هم در نگارش آن سهیم بود.
وی همچنین برندهٔ جوایزی همچون همکار انجمن سلطنتی شده‌است.